# Historia de Queensland

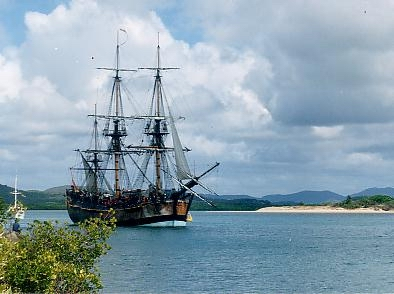
Réplica del Endeavour en el puerto de Cooktown

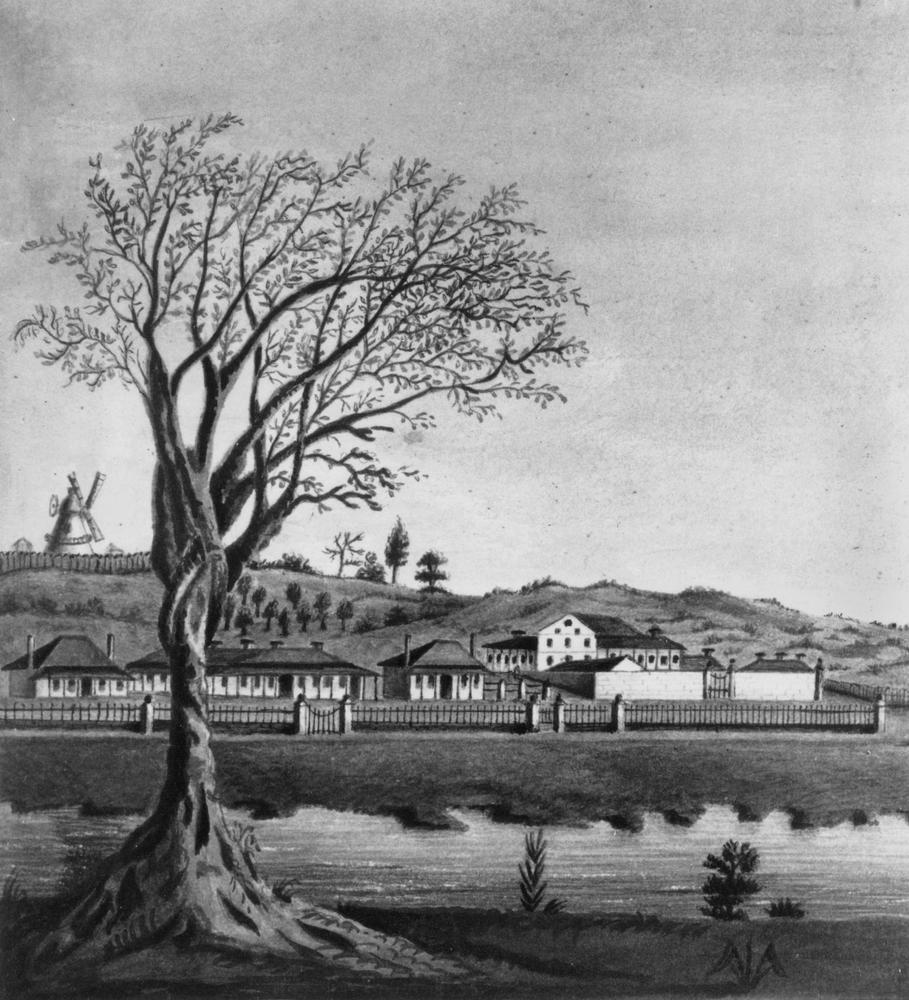
Temprana vista del hospital de convictos (1835) de la hoy ciudad de Brisbane, el primer asentamiento establecido como colonia penal en 1824 en el actual Queensland

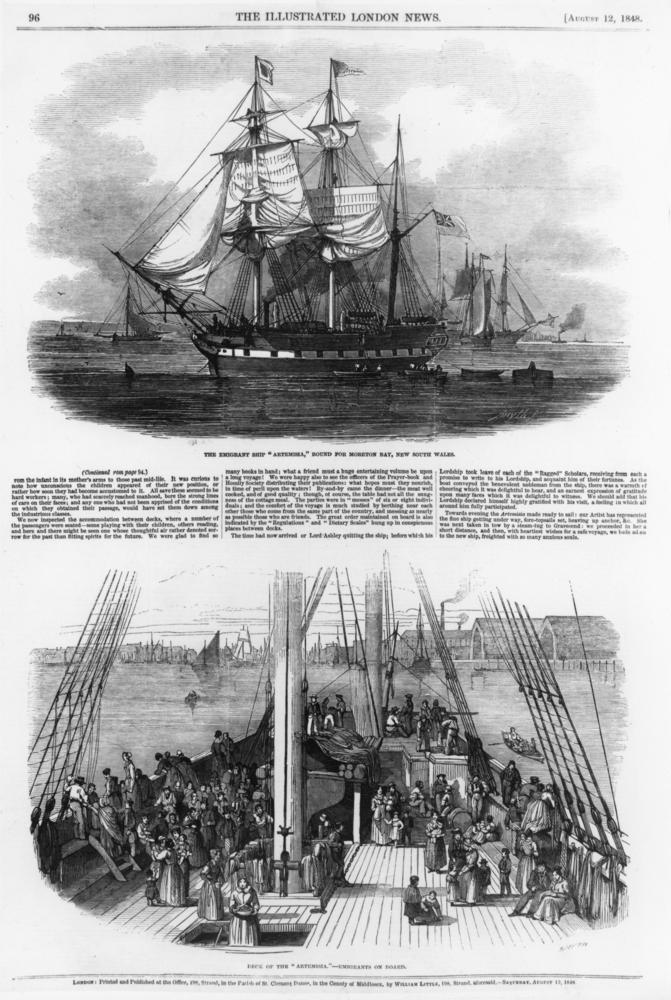
Primeros inmigrantes libres a bordo del Artemisia llegados a la colonia de Moreton Bay en 1848.

La historia de Queensland comprende miles de años, abarcando tanto una larga presencia de aborígenes australianos como los tiempos ya memorables de los más recientes asentamientos post-europeos. Se cree que la ocupación aborigen de Queensland es anterior a 50000 a. C., probablemente a través de embarcaciones o cruzando un puente terrestre a través del estrecho de Torres, y se dividió en más de 90 grupos de idiomas diferentes. Durante la última edad de hielo, el paisaje de Queensland se volvió más árido y en gran parte desolado, haciendo que la comida y otros suministros fueran escasos. Eso condujo a la primera tecnología de molienda de semillas del mundo. El calentamiento, que provocó fuertes lluvias a lo largo de la costa oriental, nuevamente hizo que la tierra fuera hospitalaria, lo que estimuló el crecimiento de las selvas tropicales del estado.
En febrero de 1606, el navegante holandés Willem Janszoon desembarcó cerca del sitio de lo que hoy es Weipa, en la costa occidental del cabo York. Su llegada fue el primer encuentro registrado entre los europeos y los aborígenes australianos. La región también fue explorada por navegantes franceses y españoles (comandados por Louis Antoine de Bougainville y Luis Váez de Torres, respectivamente) antes de la llegada del teniente James Cook. Cook cartografió la costa oriental y la reclamó para Gran Bretaña siguiendo las instrucciones del rey rey Jorge III el 22 de agosto de 1770 en la isla Possession, nombrando a Eastern Australia, Australia del Este, incluida Queensland, como «Nueva Gales del Sur».
La población aborigen disminuyó significativamente después de una epidemia de viruela a fines del siglo XVIII. (Ha habido controversia con respecto a los orígenes de la viruela en Australia; aunque muchas fuentes han afirmado que se originó con los colonos británicos, esa teoría ha sido contradicha por la evidencia científica. y hay evidencias circunstanciales de que los marineros de Macassan que visitaron Arnhem Land introdujeron la viruela en Australia.)
En 1823, John Oxley, un explorador británico, navegó hacia el norte desde lo que ahora es Sídney para explorar posibles emplazamientos para colonias penales en Gladstone (entonces Port Curtis) y Moreton Bay. En Moreton Bay, encontró el río Brisbane. Regresó en 1824 y estableció un asentamiento en lo que ahora es Redcliffe, luego transferido a la ubicación actual del centro de la ciudad de Brisbane. Edmund Lockyer descubrió afloramientos de carbón a lo largo de las orillas del Alto Brisbane en 1825. En 1839 se suspendió el transporte de convictos, que culminó con el cierre de la colonia penal de Brisbane. En 1842 se permitió el libre asentamiento en el territorio. En 1847, el puerto de Maryborough se abrió como puerto de lana. El primer barco de inmigrantes libras que llegó a Moreton Bay fue el Artemisia, en 1848.
Una guerra, a veces considerada como una «guerra de exterminio», estalló entre los aborígenes y los colonos en el Queensland colonial.[cita requerida] La Guerra de la frontera fue notable por ser la más sangrienta en Australia,[cita requerida] quizás debido a la mayor población indígena precontacto de Queensland en comparación con las otras colonias australianas. Alrededor de 1500 colonos europeos y sus aliados —asistentes chinos, aborígenes y melanesios[cita requerida]— fueron asesinados en escaramuzas fronterizas durante el siglo XIX.[cita requerida] Las bajas entre los aborígenes pueden haber superado los 30 000.[cita requerida] La Native Police, empleada por el gobierno de Queensland, fue clave en la opresión de los pueblos indígenas y algún estudio estima que mataron a 24 000 hombres, mujeres y niños aborígenes solo entre 1859 y 1897. El 27 de octubre de 1857, los aborígenes que tomaban represalias contra el envenenamiento y la violación de miembros de la familia Fraser, atacaron la estación pastoral Hornet Bank en el río Dawson y mataron a once personas. Esa fue una de las mayores masacres de colonos británicos por parte de australianos indígenas, aunque la mayor fue en 1861 en el río Nogoa, donde fueron asesinadas 19 personas.
En 1851 se celebró una reunión pública para considerar la propuesta de separación de Queensland de Nueva Gales del Sur. El 6 de junio de 1859, la reina Victoria firmó las Letras Patentes para formar la colonia separada de lo que ahora es Queensland. Brisbane fue designada como ciudad capital. El 10 de diciembre de 1859, el autor irlandés y administrador colonial George Bowen leyó una proclamación, según la cual Queensland se separaba formalmente del estado de New South Wales. Como resultado, Bowen se convirtió en el primer gobernador de Queensland (1859-1868). El 22 de mayo de 1860 se celebraron las primeras elecciones en Queensland y Robert Herbert, secretario privado de Bowen, fue nombrado primer primer ministro de Queensland. Queensland también se convirtió en la primera colonia australiana en establecer su propio parlamento en lugar de pasar un tiempo como una colonia de la Corona. En 1865, se inauguró la primera línea ferroviaria en el estado, entre Ipswich y Grandchester. La economía de Queensland se expandió rápidamente en 1867 después de que James Nash descubriera oro en el río Mary, cerca de la ciudad de Gympie, provocando una fiebre del oro. Aunque fue importante, tuvo una escala mucho más pequeña que las fiebres del oro de Victoria (1851-finales de los años 1860) y de Nueva Gales del Sur (1851-1880).
La inmigración en Australia, y en Queensland en particular, comenzó en la década de 1850 para apoyar la economía del estado. Durante el período comprendido entre los años 1860 y principios del siglo XX, muchos trabajadores procedentes de las naciones vecinas del Pacífico Sur, conocidos en ese momento como kanakas, fueron llevados a Queensland para trabajar en los campos de caña de azúcar del estado. Algunos de ellos llegaron mediante una forma de reclutamiento forzoso, en un proceso conocido como blackbirding, y sus condiciones de empleo equivalían a mano de obra explotada o incluso de esclavitud.[cita requerida] Los italianos habían ingresado en la industria de la caña de azúcar ya en la década de 1890. Durante la federación australiana de 1901, entró en vigencia la política de Australia Blanca, que vio como todos los trabajadores extranjeros en Australia eran deportados bajo la Ley de Trabajadores de las Islas del Pacífico de 1901, que redujo rápidamente esa población en el estado.
En 1891, la huelga de los Grandes Esquiladores en Barcaldine condujo a la formación como organización del Partido Laborista Australiano.
El 1 de enero de 1901, Australia fue federada tras una proclamación de la reina Victoria. En ese momento, Queensland tenía una población de medio millón de personas. Posteriormente, Brisbane fue proclamada ciudad en 1902. En 1905, las mujeres votaron por primera vez en las elecciones estatales, y en 1909 se fundó la Universidad de Queensland. En 1911, los primeros tratamientos alternativos para la poliomielitis fueron pioneros en Queensland, y se siguen utilizando en todo el mundo hoy.
La Primera Guerra Mundial tuvo un gran impacto en Queensland. Más de 58 000 habitantes de Queensland lucharon en la Primera Guerra Mundial y más de 10 000 murieron.
La primera aerolínea importante de Australia, Qantas, fue fundada en 1920 para servir al interior de Queensland. En 1922, Queensland abolió la Cámara Alta, convirtiéndose en el único Estado con un Parlamento de Estado unicameral en Australia. En 1962, comenzó en Moonie la primera producción comercial de petróleo en Queensland y en Australia. El clima húmedo —atenuado por la disponibilidad de aire acondicionado— hizo que Queensland se convirtiera en un lugar más acogedor para trabajar y vivir para los inmigrantes australianos. Hasta el día de hoy, es una de las potencias económicas de Australia y el tercer estado más poblado del país.
En junio de 2009, Queensland celebró la Q150, su 150.º aniversario como una colonia y estado independientes. El gobierno de Queensland y otras organizaciones del estado conmemoraron la ocasión con muchos eventos y publicaciones, incluido el anuncio de los primeros 150 íconos de Queensland por la Premier de Queensland Anna Bligh, y la creación de monumentos en importantes puntos de reconocimiento en la historia de Queensland para honrar a los primeros exploradores/topógrafos que cartografiaron el estado. Un raro registro de la vida de los primeros colonos en el norte de Queensland se puede ver en un conjunto de diez placas de vidrio fotográficas tomadas en la década de 1860 por Richard Daintree, en la colección del Museo Nacional de Australia.

## Pueblos indígenas

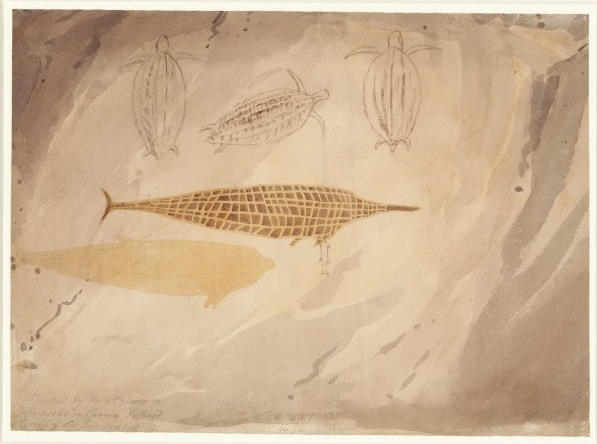
Reproducción de William Westall de las pinturas del golfo de Carpentaria

### Primeros poblamientos
Puesto que los aborígenes de Australia no conocían la escritura antes de la llegada de los europeos, todo el período en que fueron los únicos habitantes del continente australiano se clasifica en la prehistoria del continente.
La primera presencia humana en el continente australiano data de hace 40 000 a 60 000años —según los distintos investigadores— antes de nuestra era. En ese momento, ocho estrechos separaban la isla de Java y Australia. Las primeras personas tuvieron que llegar en embarcaciones o cruzando los puentes terrestres en el norte de Australia, siendo una de las rutas más probables a través del estrecho de Torres. Los colonos, originarios probablemente del sudeste asiático, se desplazaron por todo el continente en los siguientes 10 000  años. Hace unos 13 000  años, al final del periodo glaciar, Nueva Guinea y la isla de Tasmania se separaron del resto del continente, y los aborígenes australianos comenzaron un largo período de aislamiento, libres de influencia externa.
Hace aproximadamente 25 000 años, una caída repentina en las temperaturas globales de aproximadamente 8 °C creó un pequeño periodo glaciar que duró aproximadamente 10 000 años, durante el cual la mayoría de las regiones se volvieron desoladas y rudas. En ese momento, buscar comida era difícil, lo que llevó a la introducción de la primera tecnología para moler granos. Existían dos puentes terrestres hacia el sudeste asiático y Tasmania, pero las condiciones eran duras e inhóspitas. Hace unos 15 000 años, el calentamiento global y las fuertes lluvias en la costa oriental llevaron a la expansión de los bosques tropicales y al mismo tiempo a la disminución de las tierras costeras causadas tanto por el aumento del nivel del mar. El interior del país, y por tanto Queensland, debido a esta precipitación, volvió a ser habitable. El pueblo Kalkadoon de la región interior del golfo central, cavó pozos de hasta 10 m de profundidad para mantener sus suministros de agua dulce. Estas buenas condiciones, que duraron unos 10 000 años antes de la llegada de los europeos, permitieron el desarrollo de aldeas semipermanentes en los bosques tropicales del norte y en las regiones del Lejano Oeste y de la bahía de Moreton. A lo largo del río Barron, y en las islas de la bahía de Moreton se construyeron grandes chozas (llamadas djimurru), capaces de albergar entre 30 y 40 personas. Sin embargo, el clima impredecible, las graves sequías y las inundaciones hicieron que el estilo de vida de cazadores-recolectores fuera más apropiado y persistiera en la mayoría de las áreas de Queensland. Queensland tomó su forma actual hace unos 600 años.
La importancia de la población aborigen antes de la colonización europea es incierta y controvertida. Los números avanzados probablemente se han subestimado debido a la vergüenza que sienten los historiadores de origen europeo, en vista de la caída drástica en el número de aborígenes, especialmente debido a la viruela, pero también a otras causas, incluidas los conflictos directos Había entre 200 000 y 500 000 aborígenes australianos antes de la colonización. Sin embargo, con casi un tercio (o según algunas estimaciones, hasta el 40%) de la población precolonial de Australia, Queensland era la región más densamente poblada de la Australia aborigen.

### Desarrollo cultural
Los nativos del Estrecho de Torres son melanesios, y de alguna manera su cultura se parece más a las culturas de Papúa Nueva Guinea que a la cultura aborigen australiana. Las islas del estrecho de Torres han estado habitadas desde hace al menos 2500 años.
El tiempo de los sueños, también llamado el sueño, es el tema central de la cultura aborigen australiana. El « tiempo del sueño» explica los orígenes de su mundo, de Australia y de sus habitantes. Según su tradición, unas criaturas gigantes, como la Serpiente Arco Iris, habrían salido de la tierra, del mar o del cielo y habrían creado la vida y los paisajes australianos. Sus cuerpos gigantes crearon los cursos de los ríos y las cadenas montañosas, pero su espíritu permaneció en la tierra, haciendo que la tierra misma sea sagrada para los pueblos indígenas. Las artes visuales tienen una larga historia en Queensland, con pinturas murales aborígenes y pinturas en madera. El modelo regional de arte de Queensland es el modelo figurativo simple de siluetas pintadas o grabadas. Antes de la llegada de los europeos, con doscientas de las seiscientos o setecientos grupos aborígenes vivían en Queensland, con aproximadamente noventa grupos lingüísticos.
Todos los dibujos y figuras que pintaron tenían un significado particular relacionado con la mitología del sueño y pueden asimilarse a una forma de escritura. Con la excepción de las pinturas rupestres, la mayoría de las obras aborígenes fueron efímeras: pinturas corporales, dibujos en la arena, pinturas vegetales en el suelo.

## Exploración europea
En 1606, el navegante neerlandés Willem Janszoon desembarcó cerca del sitio de la actual ciudad de Weipa, en la costa occidental del cabo de York. Su llegada fue el primer encuentro registrado entre los europeos y los aborígenes australianos.
En 1614, Luis Váez de Torres, un navegante y explorador al servicio de los españoles, pudo haber avistado la costa de Queensland en la punta del cabo York. En ese año, había navegado por el estrecho de Torres, que ahora lleva su nombre.
En 1768, el navegante francés Louis Antoine de Bougainville navegó hacia el oeste desde las islas Nuevas Hébridas, llegando a cientos de millas de la costa de Queensland. No llegó a la costa porque no encontró un pasaje a través de los arrecifes de coral y se volvió.
El entonces teniente James Cook escribió que el 22 de agosto de 1770, cuando estaba parado en la isla Possession, frente a la costa oeste de la península de Cabo York, reclamó la costa este para el rey Jorge III de Inglaterra nombrando al este de Australia como «Nueva Gales del Sur», que incluía el actual estado de Queensland. Cook cartografió la costa oriental de Australia en su nave HM Barque Endeavour, nombrando las islas Stradbroke y Morton (ahora isla Moreton), las montañas de Glass House, la punta Double Island, las bahías Wide y  Hervey y el cabo Great Sandy, que ahora se llama la isla de Fraser. Su segundo desembarco en Australia fue en Round Hill Head, a unos 500 km al norte de Brisbane. El Endeavour encalló en un arrecife de coral cerca de cabo Tribulation, el 11 de junio de 1770, donde se detuvo durante casi siete semanas mientras reparaban el barco. Eso ocurrió donde ahora se encuentra Cooktown, en el río Endeavour, ambos lugares nombrados después del incidente. El 22 de agosto, el Endeavour llegó al extremo norte de Queensland, que Cook bautizó como península del Cabo York en honor al duque de York.
En 1799, el balandro Norfolk, comandado por Matthew Flinders pasó seis semanas explorando la costa de Queensland llegando por el norte hasta la bahía de Hervey. En 1801 volvió a explorar la costa., mientras completaba la circunnavegación del continente (1801-1802). En un viaje posterior a Inglaterra en el que iba solamente como pasajero, su barco, el HMS Porpoise y el acompañante Cato, encallaron en un arrecife de coral en la costa de Queensland. Flinders partió hacia Sídney en un cúter abierto, recorriendo una distancia de 1200 km). En Sídney, el Gobernador dispuso el rescate de la tripulación abandonada en Wreck Reef.

## Exploración delsigloXIXy asentamientos

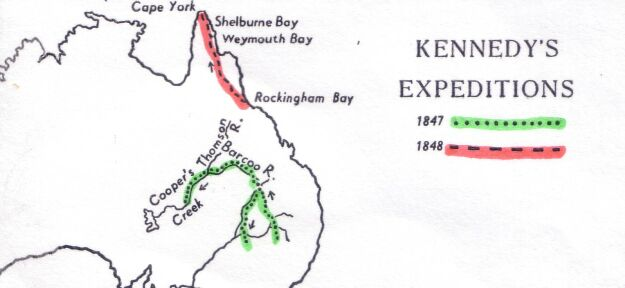
Las expediciones de Edmund Kennedy en el interior de Queensland

En 1823, el marino inglés John Oxley navegó hacia el norte desde Sídney para inspeccionar Port Curtis (ahora Gladstone) y Moreton Bay como posibles sitios para una colonia penal. En Moreton Bay, encontró el río Brisbane cuya existencia había predicho Cook, y procedió a explorar la parte inferior del mismo. En septiembre de 1824, regresó con soldados y estableció un asentamiento temporal en Redcliffe. El 2 de diciembre, la colonia penal de Moreton Bay fue transferida al lugar donde ahora se encuentra el Distrito Comercial Central (Central Business District, CBD) de Brisbane. El asentamiento se llamó inicialmente Edenglassie, un acrónimo de las ciudades escocesas Edimburgo y Glasgow. En 1825, el alcalde Edmund Lockyer descubrió afloramientos de carbón a lo largo de las orillas del curso alto del río Brisbane. En 1839, cesó el transporte de convictos, que culminó con el cierre de la colonia penal de Brisbane. En 1842, se permitió el libre asentamiento en el territorio. En el mismo año, Andrew Petrie informó de las condiciones favorables de pastoreo y de la existencia de bosques decentes al norte de Brisbane, lo que condujo en poco tiempo a la llegada de colonos a la isla Fraser y la región costera de Cooloola.
En 1847, se abrió el Puerto de Maryborough como un puerto de lana. El primer barco de inmigrantes que llegó a Moreton Bay fue el Artemisia en 1848. En 1857, se construyó el primer faro de Queensland en cabo Moreton.

### Guerras de frontera

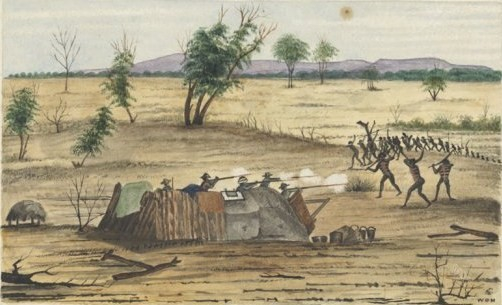
Combate entre la partida de aprovisionamiento de la expedición de Burke y Wills e indígenas australianos en Bulla en 1861

La lucha entre los aborígenes y los colonos en el Queensland colonial fue más sangrienta que en cualquier otro de los estados coloniales australianos, quizás debido a que Queensland tenía la mayor población indígena pre-contacto, que representaba más de un tercio del total continental, y en algunas estimaciones cerca del 40%.[cita requerida] La investigación más reciente y más exhaustiva estima que unos 1500 colonos europeos —y sus aliados chinos, aborígenes y melanesios— murieron en escaramuzas fronterizas con los aborígenes en Queensland durante el siglo XIX. El mismo estudio indica que las bajas que los aborígenes sufrieron en esas batallas con los colonos y la policía nativa (frecuentemente descrita por los líderes políticos y periódicos contemporáneos como "guerra", "una especie de guerra", "guerra de guerrilla", y en ocasiones como una "guerra de exterminio") es muy probable que haya excedido los 30000. (Eso es el triple de las estimaciones mínimas utilizadas hasta ahora para Queensland.) Sin embargo, incluso esa cifra puede aumentar si se usan los resultados del primer intento de utilizar amplias fuentes primarias para calcular las bajas aborígenes debido a la violencia en la frontera de Queensland en ese período. Un artículo preparado por Raymond Evans y Robert Ørsted-Jensen para la conferencia anual de la AHA en la Universidad de Queensland el 9 de julio de 2014 indicó que una cifra mínima de 65000 víctimas aborígenes sería una cifra más realista. La "Fuerza de Policía Nativa" (a veces "Fuerza de policía montada nativa", "Native Mounted Police Force"), reclutada y desplegada por el gobierno de Queensland, fue un instrumento clave en la opresión, despojo y asesinato de indígenas durante ese período.

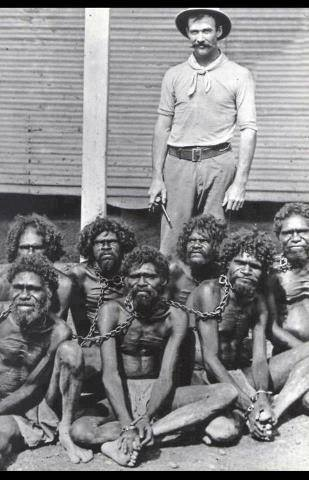
Indígenas australianos encadenados en cautiverio.

Las tres mayores masacres de blancos por parte de los aborígenes en la historia colonial australiana tuvieron lugar en Queensland. El 27 de octubre de 1857, la estación de Hornet Bank de Martha Fraser en el río Dawson, en central Queensland, un ataque aborigen se cobró la vida de 11 europeos. El campamento de campaña de la estación de embriones de Cullin-La-Ringo, cerca de Springsure, también fue atacado por los aborígenes el 17 de octubre de 1861, matando a 19 personas, entre ellas al ganadero Horatio Wills. Tras el naufragio el 26 de febrero del bergantín Maria, en Bramble Reef, cerca de las Islas Whitsunday, un total de 14 sobrevivientes europeos fueron masacrados por los aborígenes locales. La batalla de One Tree Hill y la masacre de Darkey Flat también tuvieron lugar en la década de 1840.

### Colonia de Queensland
En 1851, se celebró una reunión pública para considerar la separación de Queensland de la colonia de Nueva Gales del Sur. El 6 de junio de 1859, la reina Victoria firmó las Letras Patentes para formar la colonia de Queensland. El autor irlandés y administrador colonial George Bowen leyó una proclamación el 10 de diciembre de 1859, después de lo cual Queensland se separó formalmente de Nueva Gales del Sur. Bowen se convirtió en el primer gobernador de Queensland (1859-1868) y Robert Herbert en el primer primer ministro de Queensland.
Queensland fue la única colonia australiana que comenzó de inmediato con su propio parlamento, en lugar de pasar primero por un periodo como colonia de la Corona (es decir, tener un gobernador designado por The Crown). En ese momento, Australia Occidental era la única colonia australiana sin un gobierno dependiente. Ipswich y Rockhampton se convirtieron en ciudades en 1860, y Maryborough y Warwick lo fueron al año siguiente.
En 1861, los grupos de rescate de la expedición de Burke y Wills, que no pudieron encontrarlos, hicieron un trabajo exploratorio propio, en el centro y noroeste de Queensland. Entre ellos se encontraba Frederick Walker, que originalmente había trabajado para la policía nativa. Brisbane fue conectada por telégrafo eléctrico con Sídney en 1861, aunque la primera línea telegráfica operativa en Queensland fue la de Brisbane a Ipswich, ese mismo año.

#### Fiebres del oro

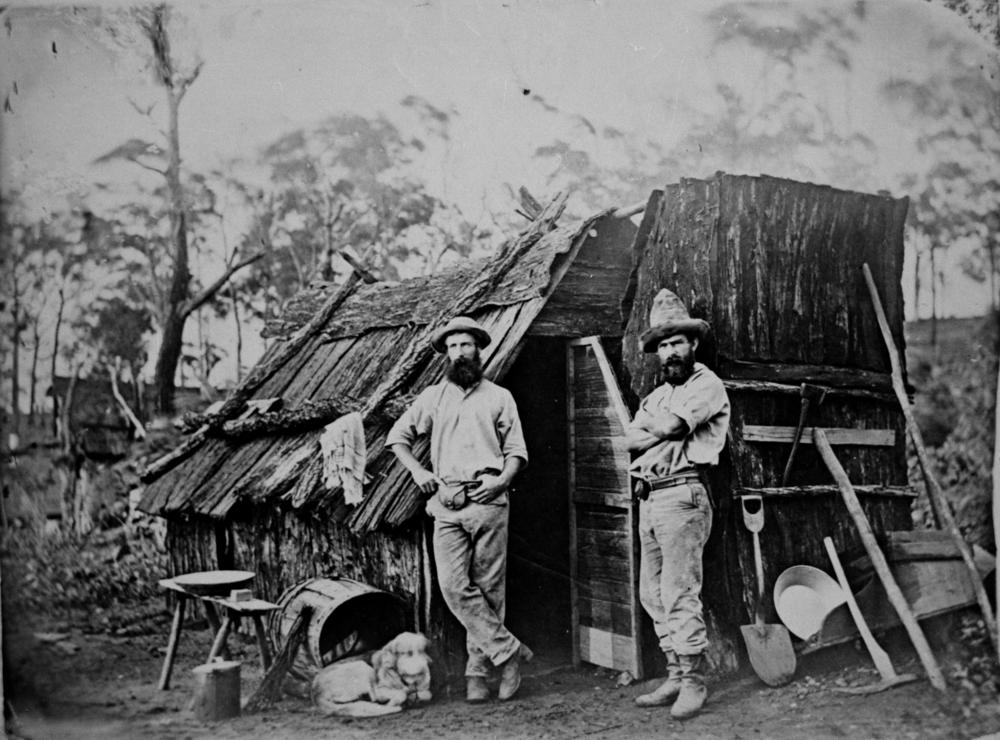
Los primeros mineros de oro estaban preparados para vivir en condiciones muy duras para hacerse ricos.

Aunque más pequeñas que las fiebres del oro de Victoria y de Nueva Gales del Sur, Queensland tuvo su propia serie de fiebres del oro en la segunda mitad del siglo XIX. En 1858, se descubrió oro en Canoona y en 1867 en Gympie. Las exploraciones de Richard Daintree en el norte de Queensland, llevaron a descubrir varios campos auríferos a finales de la década de 1860. En 1872, William Hann descubrió oro en el río Palmer, al suroeste de Cooktown. Los colonos chinos comenzaron a llegar a los campos de oro; en 1877 había 17000 chinos en los campos de oro de Queensland. En ese año, se aprobaron restricciones a la inmigración china.

### Otros eventos

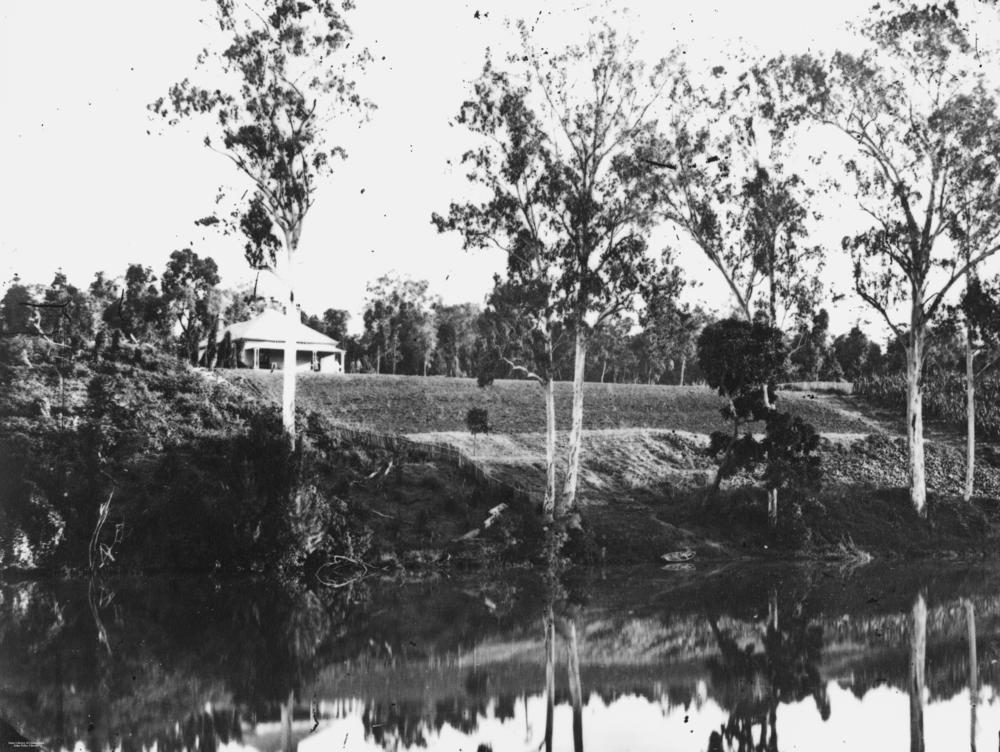
Residencia Mary River, ca. 1870

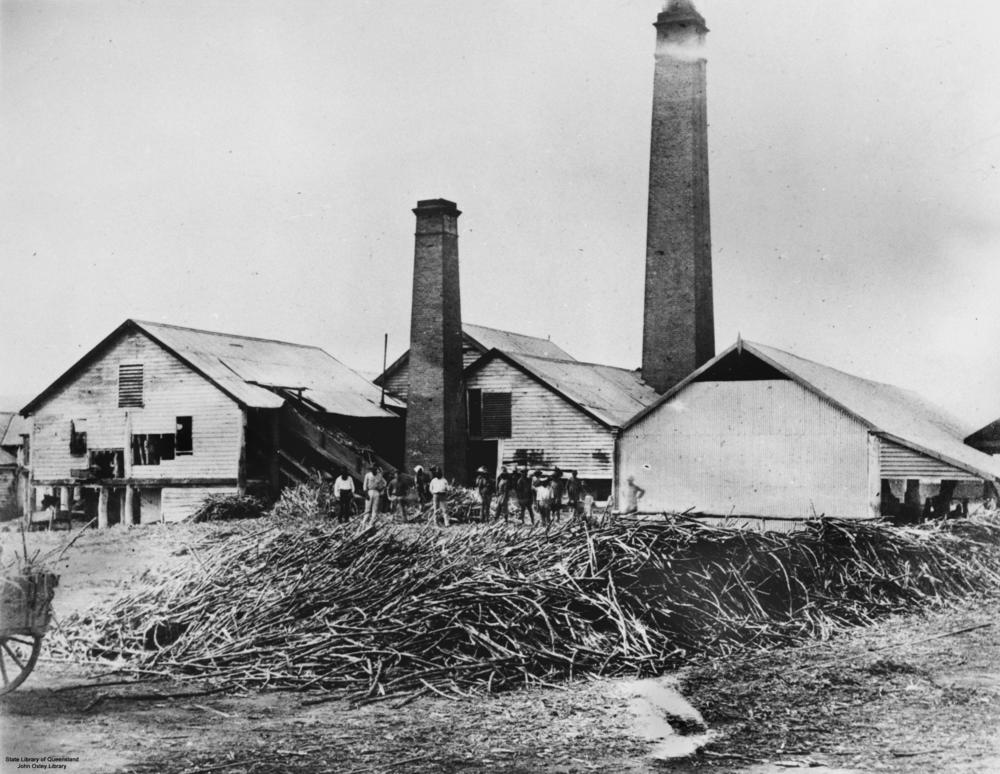
Pionero molino de azúcar en Mackay en la década de 1880.

En 1862, la frontera occidental de Queensland cambió, pasando de ser el meridiano 141°E a ser el 138°E. En 1863, se nombró al primer Presidente de Justicia, sir James Cockle. 1864 fue un annus horribilis para Queensland: en marzo, las grandes inundaciones del río Brisbane anegaron el centro de la ciudad; en abril, los incendios devastaron el lado oeste de Queen Street, que era el principal distrito comercial; y en diciembre, otro incendio, que fue el peor de Brisbane, asoló el resto de Queen Street y las calles adyacentes.
1865 vio llegar los primeros trenes de vapor en Queensland, viajando (desde Ipswich hasta Bigge's Camp, que ahora se conoce como Grandchester). Townsville fue establecida como ciudad en el mismo año. En 1867, la Constitución de Queensland se consolidó a partir de la legislación vigente en virtud de la Ley de la Constitución de 1867 (Constitution Act 1867). La producción de azúcar ya se estaba convirtiendo en una industria importante: en 1867, seis ingenios produjeron 168 toneladas de caña; en 1870, eran 28 los ingenios con una producción de 2854 toneladas. La producción de azúcar comenzó alrededor de Brisbane, pero se extendió a Mackay y Cairns, y en 1888 la producción anual de azúcar era de 60000 toneladas. George Phipps, segundo marqués de Normanby fue nombrado en 1871 gobernador de Queensland. El primer registro de un partido de rugby jugado en Queensland ocurrió en 1876. En 1877, Arthur Edward Kennedy se convirtió en el gobernador de Queensland. La primera carne procesada en el estado se elaboró en Queensport a lo largo del río Brisbane en 1881.
En 1883, el primer ministro de Queensland, sir Thomas McIlwraith anexionó Papúa (luego repudiado por el gobierno británico). El 2 de junio, se tomó la decisión de formar una asociación de rugby en el hotel Exchange en Brisbane. El mismo año, la población de Queensland superó los 250 000 habitantes. En 1887, se abrió la línea de ferrocarril Brisbane-Wallangarra, y en 1888 se abrió una línea de 777 km entre Brisbane y Charleville.. Había otras líneas que estaban casi completas desde Rockhampton hasta Longreach, y otras más se construían alrededor de Maryborough, Mackay y Townsville. En el año 1888, ya había más de 5 millones de reses en Queensland.

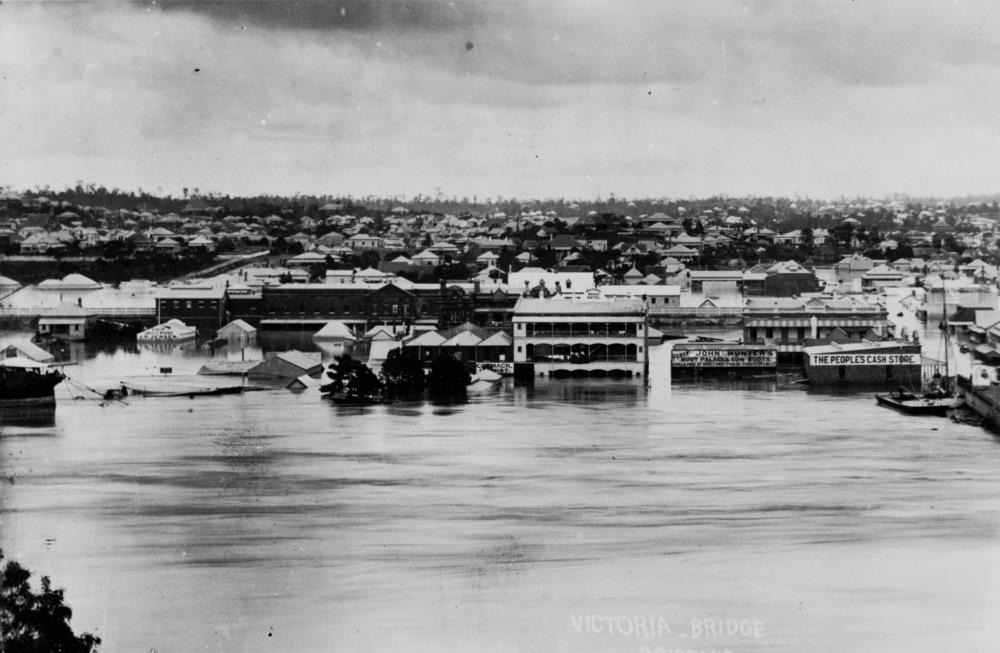
South Brisbane durante la inundación de Brisbane de 1893

En 1891, la huelga de los Grandes Esquiladores en Barcaldine condujo a la formación del Partido Laborista Australiano. La cuestión de la huelga era si los empleadores tenían derecho a utilizar mano de obra no sindicalizada. Hubo tropas y llamadas a la policía, algunos cobertizos fueron incendiaidos y hubo disturbios masivos. Hubo una segunda huelga de esquiladores en 1894. Los candidatos patrocinados por el sindicato ganaron dieciséis escaños en las elecciones de Queensland en 1893. La inundación de Brisbane de 1893 causó mucha destrucción, incluida la destrucción del puente Victoria. La tierra donde ahora se encuentra el campo de cricket de Brisbane se usó por primera vez como campo de cricket en 1895, y el primer partido de cricket se jugó allí en diciembre de 1896. En 1897 fue disuelta la fuerza de policía nativa (aborigen).

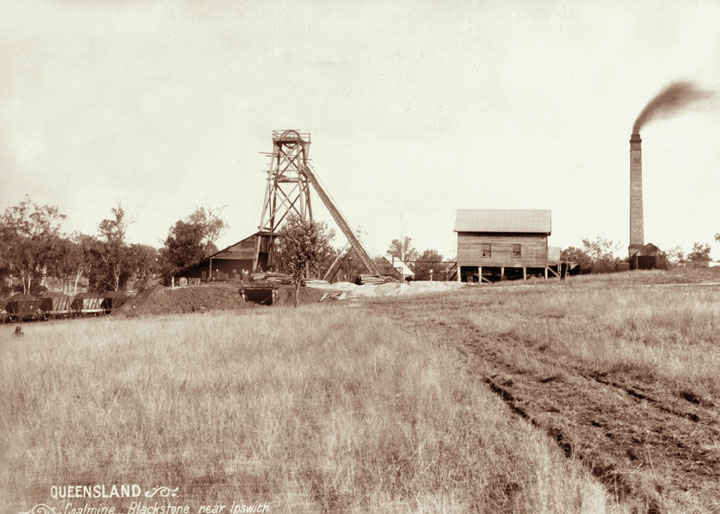
Mina de carbón en Ipswich, 1898

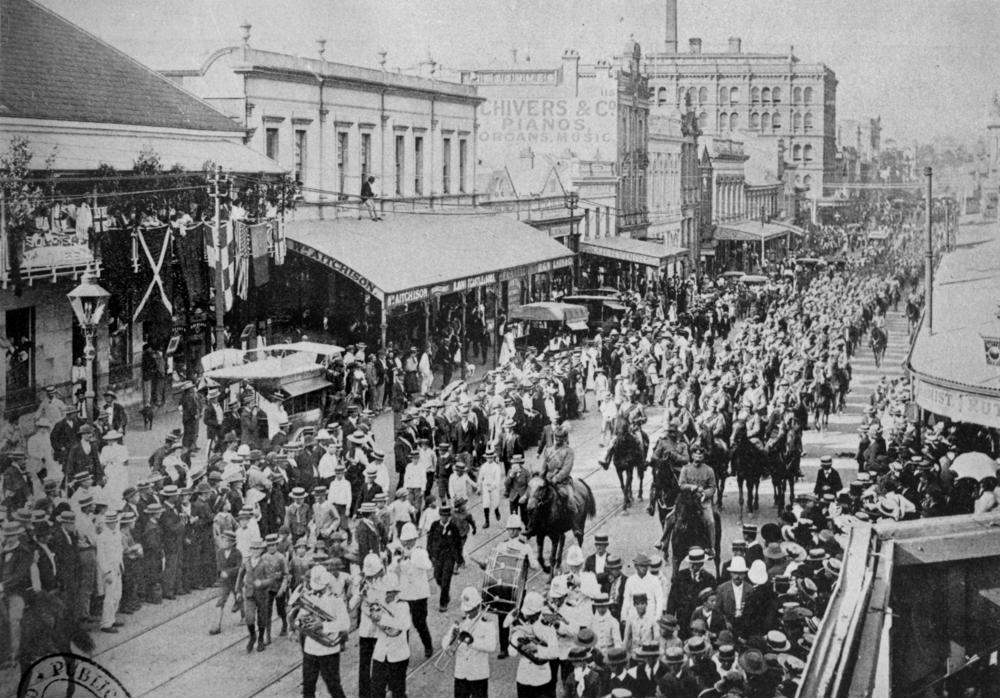
Desfile de tropas en Brisbane, antes de la partida para la segunda guerra bóer (1899-1902) en Sudáfrica.

En 1899, el primer gobierno de un Partido Laborista en el mundo, con el primer ministro Anderson Dawson  como líder, fue elegido en el poder solo por una semana. En julio de 1899, Queensland ofreció enviar una fuerza de 250 infantes montados para ayudar a Gran Bretaña en la segunda guerra bóer (segunda guerra anglo-bóer). También en ese año, la producción de oro en Charters Towers  alcanzó su punto máximo.  El primer hallazgo de gas natural en Queensland, y en Australia, fue en Roma  en 1900 cuando un equipo estaba perforando un pozo de agua. El ciclón Mahina de 1899 golpeó la península del Cabo York, destruyendo una flota perlera en la Princess Charlotte Bay. El ciclón se cobró la vida de unas 400 personas, convirtiéndolo en el peor desastre marítimo de Queensland.

#### Inmigración
Durante la década de 1890, muchos trabajadores conocidos como los Kanakas fueron llevados a Queensland desde las naciones vecinas de las Islas del Pacífico para trabajar en los campos de caña de azúcar, algunos de ellos secuestrados en un proceso conocido como Blackbirding. Cuando Australia se federó en 1901, entró en vigor la política de Australia Blanca, según la cual todos los trabajadores extranjeros en Australia fueron deportados bajo la Ley de Trabajadores de las Islas del Pacífico (Pacific Island Labourers Act) de 1901. En ese momento había entre 7,000 y 10,000 isleños del Pacífico viviendo en Queensland. La mayoría de ellos habían sido deportados en 1908, cuando ya solo quedaban entre 1500 y 2500.

## 

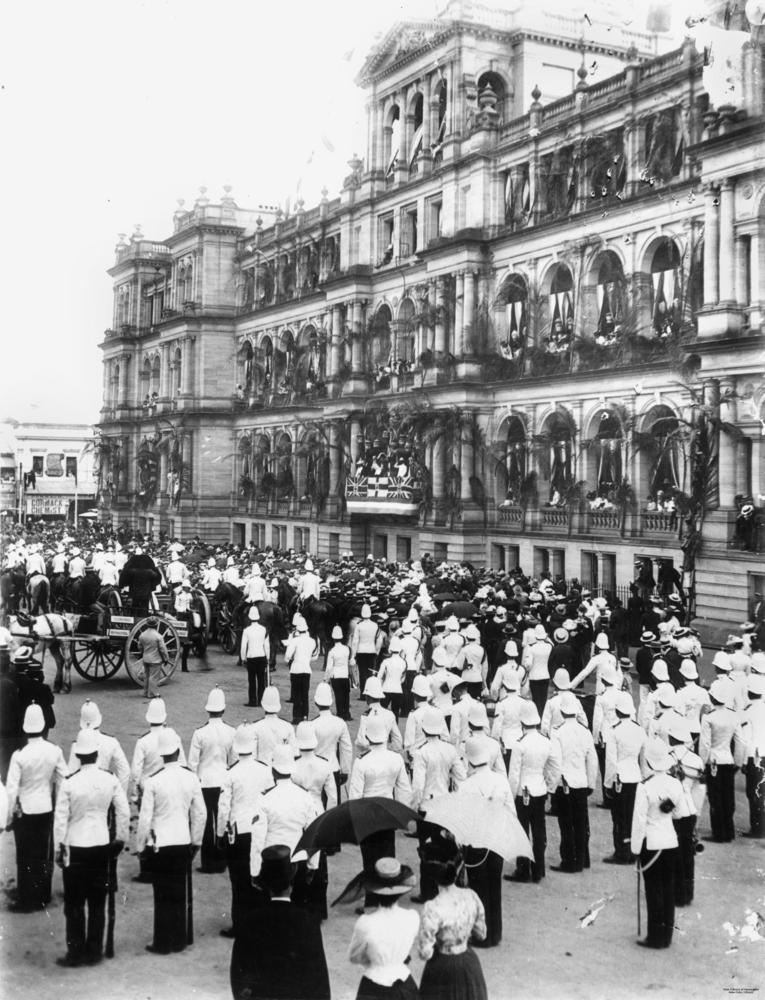
Lord Lamington se dirige a las multitudes en el Día de la Federación, en Brisbane, 1901

## SigloXX

### De la Federación a la Primera Guerra Mundial
El 1 de enero de 1901, Australia fue federada, tras una proclamación de la reina Victoria. En ese momento Queensland tenía una población de medio millón de personas. En el mismo año, las fundiciones de Chillagoe comenzaron sus operaciones. Brisbane fue proclamada ciudad en 1902. En 1905, las mujeres votaron por primera vez en las elecciones estatales. En 1908, Witches Falls, ahora parte del parque nacional Tamborine en la montaña Tamborine, fue declarado el primer parque nacional en Queensland. La Universidad de Queensland se estableció en 1909. La huelga general de Brisbane de 1912 duró cinco semanas.

### Primera Guerra Mundial
El Reino Unido declaró la guerra a Alemania el 4 de agosto de 1914. Dado que la nueva constitución de Australia no hacía referencia a la declaración de guerra, el 20 de agosto de 1914 Queensland hizo una declaración de guerra independiente entre Su Majestad el Rey (George V) y el emperador alemán (Wilhelm II). Más tarde, Queensland hizo más declaraciones de guerra independientes contra Austria y Hungría, Bulgaria y Turquía. Iniciada en 1914, la guerra en Europa no tuvo un gran impacto en la vida en Queensland, aunque las milicias existentes se desplegaron en el ataque de la Fuerza Expedicionaria Naval y Militar Australiana sobre la Nueva Guinea alemana.
El estallido de la guerra creó una mayor sensación de patriotismo; el llamamiento para que los habitantes de Queensland se ofrecieran como voluntarios para la Fuerza Imperial Australiana cumplió con su cuota inicial de 2500 hombres en septiembre de 1914. Con tantas personas dispuestas a alistarse, el ejército podría insistir en un alto nivel de aptitud física. Sin embargo, las únicas mujeres aceptadas por el ejército fueron enfermeras solteras. Las mujeres doctoras no fueron aceptadas por el ejército, argumentando que no podían soportar las condiciones (a pesar de que las enfermeras soportaran las mismas condiciones) y, quizás, de manera más reveladora, que los doctores varones no estarían dispuestos a trabajar con ellas. Esto llevó a un número de mujeres de Queensland a buscar formas no oficiales de servir en la guerra, por ej. Lilian Violet Cooper, la primera doctora de Queensland, que trabajó en los Scottish Women's Hospitals sirviendo en Serbia, mientras que su compañera Josephine Bedford también sirvió en los hospitales de mujeres de Escocia como conductora de ambulancias en Serbia. Eleanor Bourne, otra doctora de Queensland, viajó a Inglaterra para alistarse como oficial médico en el Royal Army Medical Corps y luego sirvió en el Queen Mary's Army Auxiliary Corps. Al visitar Londres durante el estallido de la guerra, Annie Wheeler, una enfermera casada, permaneció en Londres y, con la ayuda de su hija Portia, se convirtió en trabajadora voluntaria para la comodidad de los soldados de Central Queensland manteniendo una lista completa con la que se aseguró de que los soldados y sus familias estuvieran bien informados y recibieran apoyo a través de asistencia práctica y financiera. También hubo una fuerte sospecha sobre los alemanes, siendo cualquier reservista militar alemán conocido arrestado y detenido de inmediato.
En Queensland, el 10 de enero de 1916, el canónigo David John Garland fue nombrado secretario honorario del Comité de Conmemoración del Día de Anzac de Queensland (Anzac Day Commemoration Committee of Queensland, ADCCQ) en una reunión pública que aprobó el 25 de abril como la fecha promovida como “Anzac Day” en 1916 y para siempre. Dedicado a la causa de una conmemoración no confesional a la que podría asistir toda la sociedad australiana, Garland trabajó amigablemente en todas las divisiones denominacionales, creando el marco para los servicios conmemorativos del Día de Anzac.. A Garland se le atribuye específicamente el inicio de la marcha del Día de Anzac, las ceremonias de colocación de coronas de flores en los memoriales y los servicios especiales de la iglesia, los dos minutos de silencio y el almuerzo para los soldados que regresaron.. Garland pretendía que el silencio se usara en lugar de una oración para permitir que el servicio del Día de Anzac fuera universalmente asistido, permitiendo a los asistentes hacer una oración silenciosa o un recuerdo según sus propias creencias. Particularmente temía que la universalidad de la ceremonia fuera víctima de disputas religiosas sectarias.
Más de 58 000 habitantes de Queensland lucharon en la Primera Guerra Mundial y más de 10 000 de ellos murieron.
En 1918 se registró el mayor terremoto en el estado, cerca de Rockhampton con una magnitud de seis.

### Entreguerras

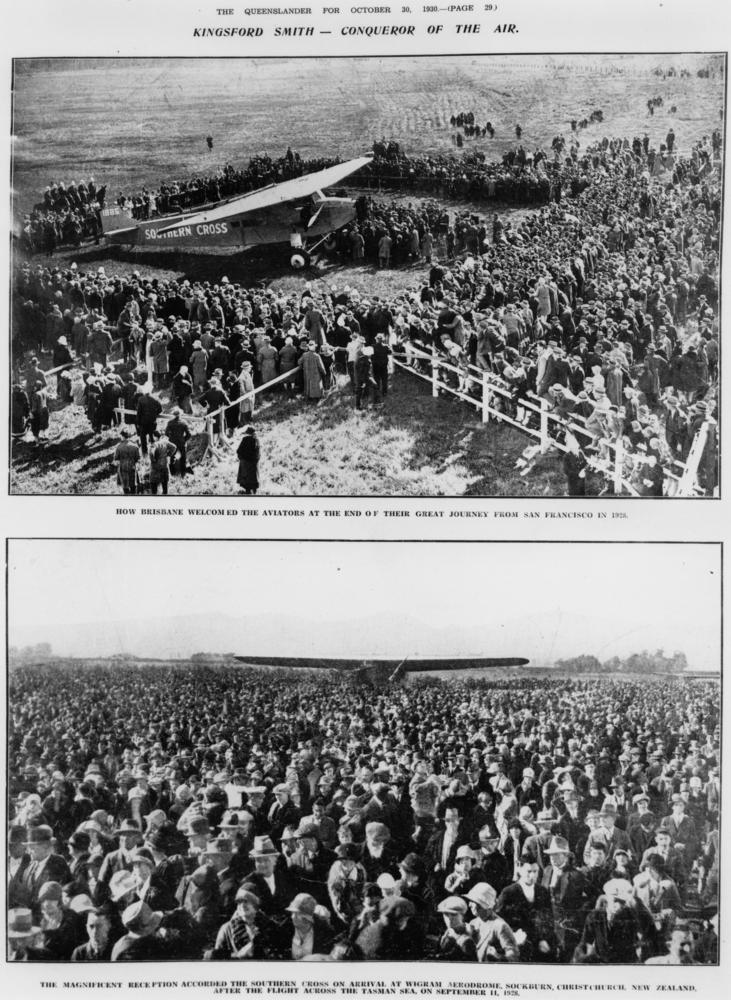
Crowds support Charles Kingsford Smith record breaking flights at Brisbane and Christchurch in 1928

La aerolínea Qantas fue fundada en 1920 para servir al interior de Queensland. 1920 vio a Matthew Nathan convertirse en gobernador y promover activamente la migración británica a Queensland. El desastre de la mina Mount Mulligan mató a 75 trabajadores en 1921. En 1922, el Consejo Legislativo de Queensland ( Queensland Legislative Council) fue abolido, convirtiendo a Queensland en el único estado australiano (hasta el día de hoy) sin una legislatura bicameral. El 9 de junio de 1925 ocurrió el desastre ferroviario de Traverston, el peor desastre ferroviario en la historia de Queensland hasta 1947. En 1927, el  duque y la  duquesa de York recorrieron Queensland. Inauguraron la  Casa del Parlamento en Canberra, pero pasaron un tiempo en el sur de Queensland para conocer y saludar a la gente. En 1928, elRoyal Flying Doctor Service of Australia, un servicio de ambulancia aérea médica, realizó su primer vuelo, saliendo de Cloncurry. Además, en 1928, sir Sir Charles Kingsford Smith aterrizó el Southern Cross en Brisbane, completando el primer vuelo trans-Pacífico. En 1935, se llevaron 101 sapos de caña a Queensland para tratar de controlar las plagas en los cultivos de caña de azúcar, y se criaron hasta unos 3000, que fueron liberados en áreas alrededor de Cairns, Innisfail y Gordonvale. Desde entonces se han extendido en muchas partes de Queensland, de Nueva Gales del Sur y del Territorio del Norte. A finales de 1936, un rayo golpeó la destilería de ron Bundaberg, destruyendo la destilería sin pérdida de vidas. Fue reconstruida y actualmente está operando en el mismo sitio hoy.

### Segunda Guerra Mundial

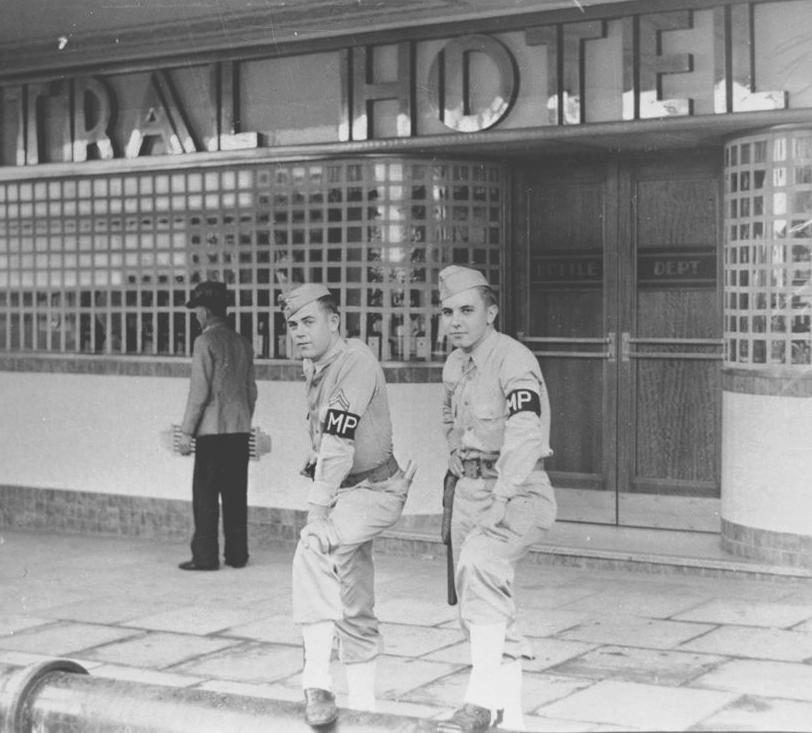
Abril de 1942. Policía militar estadounidense frente al Hotel Central, Brisbane. Más tarde ese año hubo violencia entre australianos y parlamentarios estadounidenses en la batalla de Brisbane. La tubería sobre la que descansan sus pies transportaba agua de mar, para su uso en la lucha contra incendios en caso de ataques aéreos.

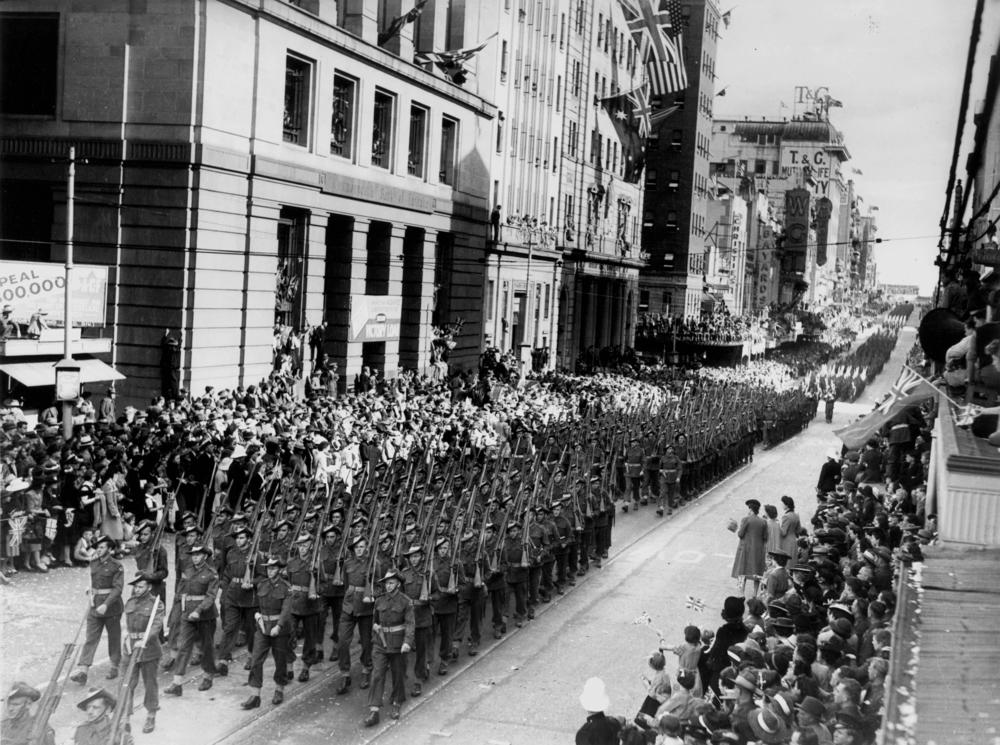
Soldados retornados de la Segunda Guerra Mundial marchan en Queen Street, Brisbane, 1944

Durante la Segunda Guerra Mundial, muchos habitantes de Queensland se ofrecieron como voluntarios para la Fuerza Imperial Australiana, la Real Fuerza Aérea Australiana y la Armada Real Australiana.
Tras el estallido de la guerra con Japón, Queensland pronto se convirtió en una primera línea virtual, a medida que crecía el temor a la invasión. Varias ciudades y lugares en el norte de Queensland fueron bombardeados por los japoneses durante sus  ataques aéreos contra Australia, como Horn Island, Townsville y Mossman.
Hubo una acumulación masiva de fuerzas australianas y estadounidenses en el estado, y el comandante supremo aliado en el Área del Pacífico Sudoccidental, el general Douglas MacArthur, estableció su cuartel general en Brisbane. Se asignaron o construyeron instalaciones para acomodar y entrenar a esas fuerzas como Camp Cable al sur de Brisbane. Decenas de miles de habitantes de Queensland fueron reclutados en unidades de la  Milicia (reserva).
El 14 de mayo de 1943, un torpedo de un submarino de la Armada Imperial Japonesa hundió el Buque Hospital australiano Centauro  frente a la isla North Stradbroke. Más adelante en la guerra, la 3.ª División, una unidad de la Milicia compuesta principalmente por personal de Queensland, participó en la campaña de Bougainville.

### Posguerra
La huelga de ferrocarril de Queensland de 1948 fue una huelga de nueve semanas sobre los salarios de los trabajadores de talleres y depósitos ferroviarios. En 1952, la única estación ballenera de Queensland se abrió en Tangalooma y se cerró una década más tarde. La huelga de los esquiladores de 1956 vio a los esquiladores de Queensland sin trabajo entre enero y octubre en una disputa sobre salarios. Henry Abel Smith se convirtió en gobernador en 1958. En 1962, la primera producción comercial de petróleo en Queensland y Australia comenzó en Moonie, al igual que un programa de [Drum line (shark control)|líneas de tambores]] para reducir los ataques de tiburones en las playas. En 1968, sir Joh Bjelke-Petersen fue elegido primer ministro, permaneciendo en el cargo durante 19 años. En 1969, se puso en funcionamiento el primer gasoducto de gas natural en Queensland y Australia, que conectó los campos de gas de Roma con Brisbane.
En 1971 se intensificaron las protestas con respecto a la gira Springbok de 1971 y Bjelke-Petersen declaró el estado de emergencia en el estado. Ese mismo año, se introdujo Daylight Saving en Queensland. Solo para ser abandonado el año siguiente. La explosión de Box Flat Mine se cobró la vida de 18 hombres en 1972. Dos años después, la inundación de Brisbane de 1974 causó daños generalizados. En 1976, se detuvo la extracción de arena en la isla Fraser.

### Años 1980

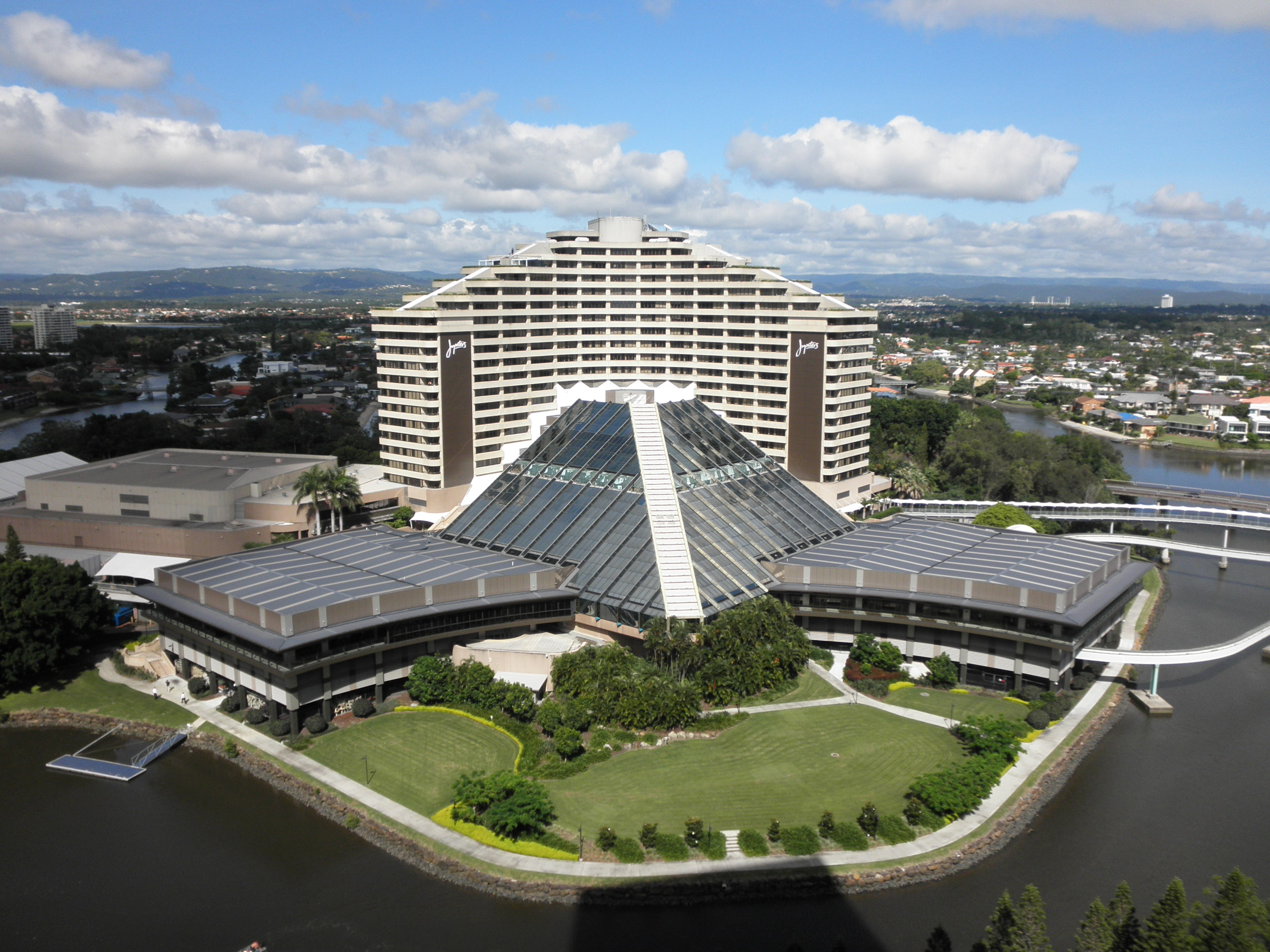
El Jupiters Hotel and Casino abrió sus puertas en 1985

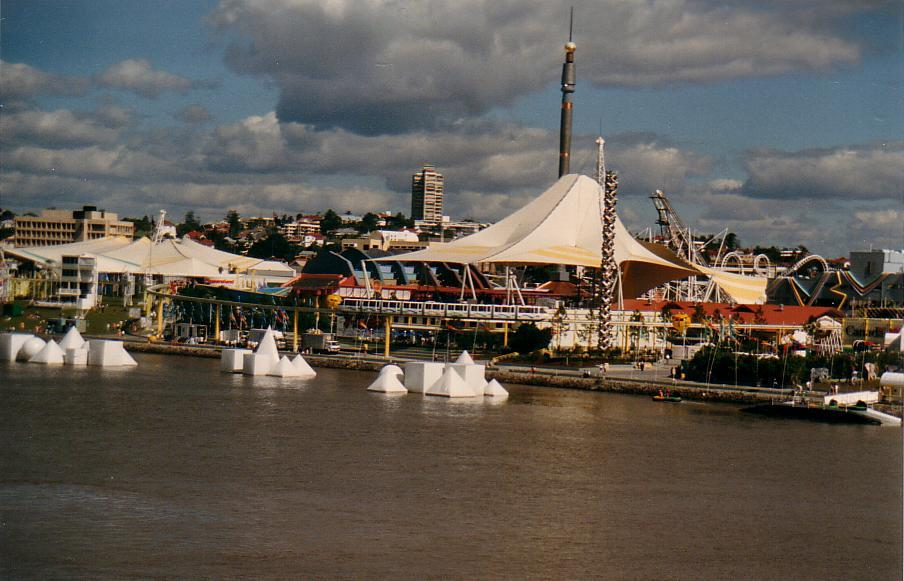
World Expo 88

En 1980, la anual State of Origin series (competición de rugby al mejor de tres) comenzó en Lang Park en Brisbane. Brisbane organizó los Juegos de la Commonwealth de 1982. En el mismo año, Eddie Mabo comenzó acciones en el Tribunal Supremo para reclamar la propiedad de la tierra en el estrecho de Torres en nombre de los habitantes indígenas, siguiendo la Ley de Enmienda de Queensland (Queensland Amendment Act), que se había aprobado ese mismo año. En 1985, el gobierno de Queensland trató de poner fin a los procedimientos en el Tribunal Supremo al aprobar la Ley Declaratoria de las Islas de la Costa de Queensland de 1985 ( Queensland Coast Islands Declaratory Act 1985), que afirmaba que Queensland tenía el control total de las islas del Estrecho de Torres después de haber sido anexionadas en 1879. Esa ley fue considerada como contraria a la Ley de Discriminación Racial de 1975 (Racial Discrimination Act 1975) por el Tribunal Supremo en 1988. La conocida decisión Mabo v Queensland (No 2) (1992) fue dictada en 1992, que reconoció el título nativo.
En mayo de 1987 —en respuesta a una serie de artículos sobre corrupción policial de alto nivel en el The Courier-Mail del periodista Phil Dickie, seguido de un informe televisivo de la Four Corners , emitido el 11 de mayo de 1987, titulado «The Moonlight State» con el periodista Chris Masters— el vice primer ministro Bill Gunn ordenó la investigación de Fitzgerald (1987-1989), presidida por Tony Fitzgerald QC, sobre corrupción en la policía de Queensland. El 1 de diciembre de 1987, sir Joh Bjelke-Petersen se vio obligado a renunciar como primer ministro de Queensland. Su renuncia fue aceptada por el gobernador Walter Campbell. Siguieron dos elecciones parciales, el encarcelamiento de tres exministros y un comisionado de policía y perdiendo su título de caballero. Wayne Goss llevó al gobierno laborista al poder en 1989.
En 1987, el equipo de fútbol australiano de Brisbane Bears se unió al VFL como el segundo equipo fuera de Victoria.. Se fusionó con Fitzroy para convertirse en los Brisbane Lions ien 1997. En 1987, Brisbane fue una de las sedes de la primera Copa Mundial de Rugby de 1987.
La Expo '88 se celebró en Brisbane en 1988 para conmemorar el Bicentenario de la primera flota fundadora de la colonia de Australia. El evento fue muy exitoso y ayudó a promover a Brisbane y Queensland en el escenario mundial. También ese año, se fundaron los equipos de la liga de rugby Brisbane Broncos y Gold Coast-Tweed Giants seguidos por South Queensland Crushers y North Queensland Cowboys en 1995. En 1989, Queensland comenzó una prueba de tres años de Daylight Saving. El 2 de diciembre de 1989, el gobierno del  Partido Nacional de Russell Cooper fue derrotado en las elecciones estatales. El gobierno del primer ministro laborista Wayne Goss comenzó el 7 de diciembre de 1989.

### Años 1990
En la década de 1990, Queensland experimentó un rápido crecimiento demográfico, en gran parte como resultado de la migración interestatal. Los inmigrantes internos se sintieron atraídos por la economía boyante de Queensland, y la oportunidad para que las familias jóvenes comprasen casas más fácilmente de lo que las condiciones del mercado permitirían en Sídney. El crecimiento demográfico de Queensland durante la década de 1990 se concentró en gran medida en el sureste de Queensland. En 1991, la tala en la isla Fraser cesó.
En octubre de 1990, la homosexualidad fue despenalizada en Queensland, siendo el penúltimo estado en hacerlo.
A finales de la década de 1990, el rápido crecimiento de la población de Queensland ya ejercía mucha presión sobre las infraestructuras del sudeste de Queensland, incluso dentro de Brisbane. Se emprendió una importante planificación de las infraestructuras de carreteras, ferrocarriles, electricidad y agua para hacer frente a la creciente población, y muchos de esos proyectos se construyeron durante la siguiente década.
En 1992, Queensland celebró un referéndum sobre el horario de verano, que fue derrotado con un 54.5% del voto del "no" . En 1998, el uso de los ríos Brisbane y Bremer para el transporte en barcazas de carbón cesó después de 158 años.
El primer refugio natural establecido bajo la Ley de Conservación de la Naturaleza de Queensland de 1992 fue declarado para "Berlin Scrub", un sitio de cuarenta y una hectáreas en el Valle Lockyer en 1994.

## SigloXXI

### Años 2000

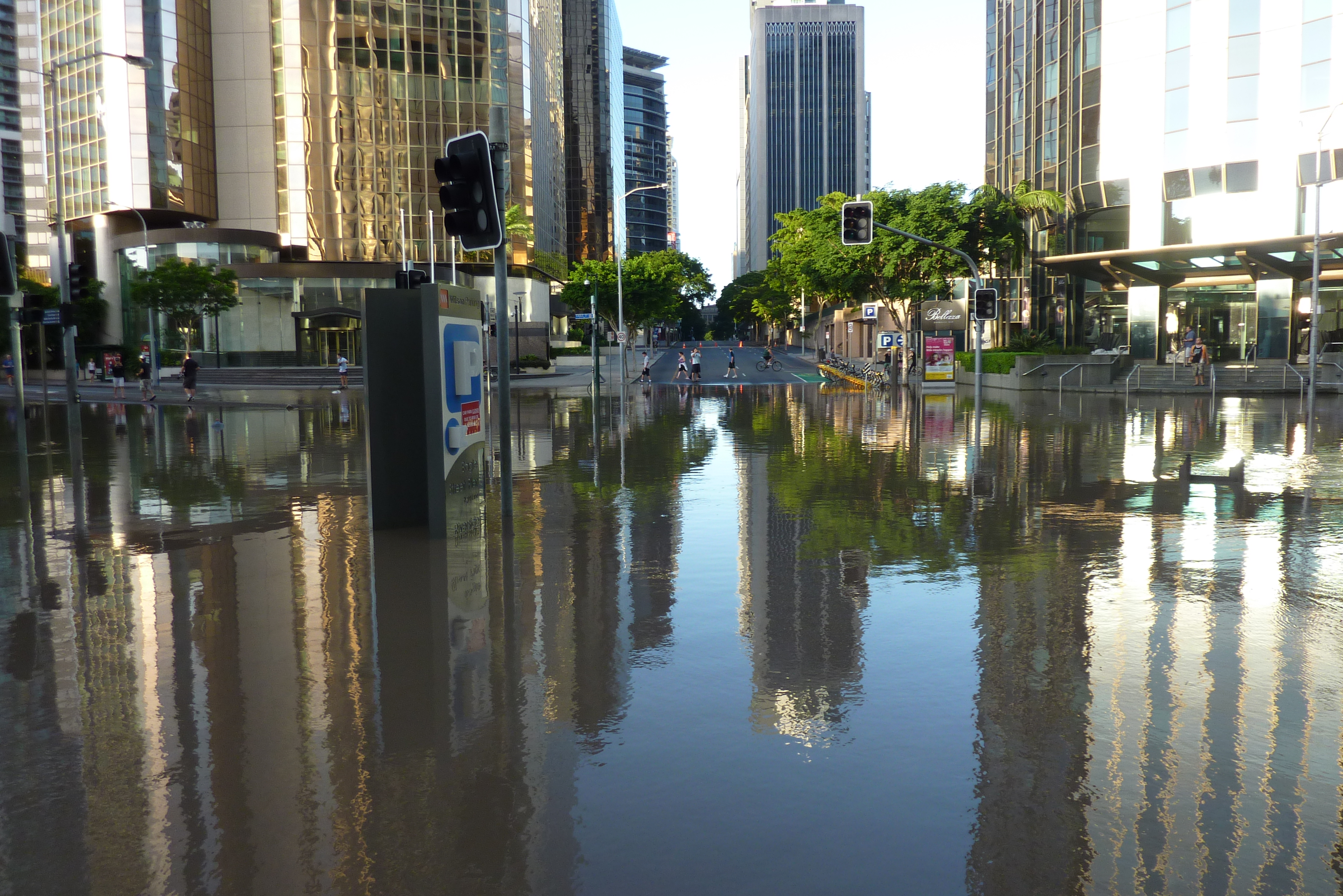
Las aguas inundan el Brisbane central business district, 2011.

En 2001, los Goodwill Games (Juegos de la Amistad) se celebraron en Brisbane. En 2003, tanto Brisbane como Townsville fueron anfitrionas de los juegos de la Copa Mundial de Rugby de 2003. En el mismo año, se rompió el oleoducto que va desde Jackson a Brisbane en Lytton, causando el derrame de petróleo más grande de Queensland. El ciclón Larry cruzó la costa de Queensland en marzo de 2006 convirtiéndose en el ciclón tropical más costoso que haya impactado Australia. Ese año, los residentes de Toowoomba votaron en contra del uso de aguas residuales recicladas en el agua potable en un referéndum, deteniendo un proyecto que se describió como el sistema de reciclaje de aguas residuales más ambicioso del mundo. En 2009, Anna Bligh se convirtió en la primera mujer nombrada Premier del estado (2007-2012).

### Años 2010
Según la Oficina de Meteorología, 2010 fue el año más lluvioso registrado en Queensland. A finales de 2010 y hasta el año siguiente, el estado experimentó inundaciones generalizadas. Toowoomba y el valle de Lockyer experimentaron graves inundaciones repentinas en enero. En febrero de 2011, el ciclón Yasi cruzó la costa de Queensland en febrero, causando más daños que el ciclón Larry. 
En 2018, Gold Coast fue la sede de los Juegos de la Commonwealth de 2018. Fue la primera vez que la ciudad organizó los juegos y la segunda para el estado de Queensland, después de Brisbane en 1982.